# Bywell Castle
Bywell Castle är ett slott i Storbritannien.   Det ligger i grevskapet och kommunen Northumberland i riksdelen England, i den centrala delen av landet, 400 km norr om huvudstaden London. Bywell Castle ligger 23 meter över havet.
Terrängen runt Bywell Castle är platt åt nordväst, men åt sydost är den kuperad. Bywell Castle ligger nere i en dal. Runt Bywell Castle är det ganska tätbefolkat, med 160 invånare per kvadratkilometer. Närmaste större samhälle är Newcastle upon Tyne, 19,9 km öster om Bywell Castle. Trakten runt Bywell Castle består i huvudsak av gräsmarker.